# صنديد (رسوم متحركة)
صنديد (بالإنجليزية: Anatole) مسلسل رسوم متحركة كندي عرض لأول مره في عام 1998 واستمر عرضه حتى عام 2000 تمت دبلجة المسلسل للغة العربية بواسطة مركز الزهرة وعرض لأول مرة على قناة سبيس تون في عام 2004.

## الممثلون
- مروان فرحات - صنديد
- أنجي اليوسف
- لورا أبو أسعد
- محمد حداقي
- سمر كوكش
- محمد مصطفى
- منصور السلطي
- ميسون أبو أسعد
- رفاه الخطيب

## روابط خارجية
- صنديد على موقع IMDb (الإنجليزية)
- صنديد على موقع ألو سيني (الفرنسية)
- صنديد على موقع قاعدة بيانات الفيلم (الإنجليزية)